# إم إم إيه فايتينغ
أم أم أيه فايتينغ (بالإنجليزية: MMA Fighting)‏ هو موقع إخباري يغطي رياضة فنون القتال المختلطة (MMA). تأسس الموقع عام 2001، ويتميز بتغطيته الإخبارية العاجلة.